# Église Saint-Paul de Toulon
L'église Saint-Paul est une église catholique de Toulon dédiée à l'apôtre Paul. Elle dépend du diocèse de Fréjus-Toulon et se trouve dans le quartier Lamalgue. Elle fait partie de la paroisse du Mourillon.

## Histoire
La première pierre de l'église Saint-Paul est bénite le 7 mai 1936 par Mgr Auguste Siméone. La crypte est terminée en 1937, mais les travaux sont suspendus et l'édifice est utilisé comme chapelle de quartier. Elle va rester inachevée pendant trente-deux ans !
Elle est élevée au rang d'église paroissiale en 1960, mais trop petite il est décidé de reprendre les travaux de construction interrompus en 1937… Il est fait appel à deux autres architectes, Aubert et Lefèvre. L'église Saint-Paul est consacrée le 20 avril 1969 par Mgr Barthe.

## Architecture
Cette nouvelle église de style brut moderniste a une capacité de 600 places. Elle est de plan rectangulaire, avec une charpente d'acier sans voûte. Les murs sont en béton brut.
Une verrière muliticolore court autour de la nef rectangulaire. À droite de l'autel se dresse une croix de lamelles de métal. L'ancienne chapelle est devenue le vestibule de la nouvelle église. 
Au-dessus du portail se dresse une petite tourelle carrée contenant trois cloches, et surmontée d’une croix en métal.